# Pi Rixiu
Pi Rixiu (Chinees: 皮日休; pinyin: Pí Rìxiū; ca. 834 – 883) was een Tang dynastie dichter. Zijn omgangsnaam waren Yishao (逸少) en Ximei (袭美), en hij schreef onder de schrijversnaam Lumenzi (鹿门子). Pi was een tijdgenoot van dichter Lu Guimeng; deze twee dichters worden vaak aangeduid met Pi-Lu. 
Pi werd geboren in Xiangyang in de huidige Hubei provincie. Er wordt gedacht dat hij van nederige komaf was. In zijn jeugd reisde en schreef hij. Zijn teksten waren welbekend. In 867 deed hij examen en slaagde voor de graad van Jinshi. In 869 werd hij magistraat in Suzhou, waar hij het jaar daarvoor veel gereisd had. Later participeerde hij in de nederlaag van de Huang Chao rebellie. Hij trok zich terug in Zuid-China.
- CiNii: DA06227406
- Gemeinsame Normdatei: 119035766
- International Standard Name Identifier: 0000 0000 6317 1262
- Library of Congress Control Number: n82125276
- Nationale bibliotheek van Australië: 36613436
- Nederlandse Thesaurus van Auteursnamen: 181396807
- Virtual International Authority File: 13108852
- WorldCat: E39PBJvRV7jctFW3cdYbC9vT73